# Hualgayoc (provincie)
| Hualgayoc                                                 | Hualgayoc                      |
| --------------------------------------------------------- | ------------------------------ |
| Harta localizării provinciei în cadrul regiunii Cajamarca |                                |
| Informații generale                                       |                                |
| Nume nativ                                                | Provincia de Hualgayoc         |
| Țară                                                      | Peru                           |
| Regiune                                                   | Cajamarca                      |
| Primar                                                    | Esteban Campos (2007-2010)     |
| - Capitală                                                | Bambamarca                     |
| - Suprafață totală                                        | 777 km2                        |
| - Districte                                               | 3                              |
| Populație                                                 |                                |
| An recensământ                                            | 2005                           |
| - Totală                                                  | 94 076                         |
| - Densitate                                               | 121,08/km2                     |
| Fus orar                                                  | UTC-5                          |
| Sit web                                                   | http://www.munibambamarca.com/ |
| UBIGEO                                                    | 0607                           |
| Modifică text                                             |                                |

Hualgayoc este una dintre cele treisprezece provincii din regiunea Cajamarca din Peru. Capitala este orașul Bambamarca. Se învecinează cu provinciile Chota, Celendín, Cajamarca, San Pablo, San Miguel și Santa Cruz.

## Diviziune teritorială
Provincia este divizată în 3 districte (spaniolă: distritos, singular: distrito):
- Bambamarca
- Chugur
- Hualgayoc

## Populație
La data ultimului recensământ din anul 2005, populația avea aproximativ 94 000 de locuitori. Capitala este orașul Bambamarca.